# Raúl Martínez (futbolista)
Raúl Ascensión Martínez Rodríguez (Xochiatipan, Hidalgo, 1 de abril de 1987) es un futbolista mexicano que milita en el Murciélagos Fútbol Club de la Liga de Ascenso de México jugando de centrocampista.

## Biografía
Raúl debutó en Primera División en México con los Tuzos en 2005 cuando tenía 18 años de edad, apenas acumuló 44 partidos en Primera División y salió en 2011 del club. Después de su salida pasó por Indios de Ciudad Juárez, León y Lobos BUAP para recalar en el Global FC de Filipinas.

## Selección nacional
Raúl fue integrante de la Selección Nacional Sub-23 que ganó medalla de bronce en los Juegos Panamericanos 2007 celebrados en Río de Janeiro. Nunca fue llamado a una Selección Mayor para un juego oficial, su meta es consolidarse en Filipinas, tiene la oferta de naturalizarse y representar a ese país.

## Clubes
| Club                    | País      | Año         |
| ----------------------- | --------- | ----------- |
| Pachuca CF              | México    | 2005 - 2011 |
| Indios de Ciudad Juárez | México    | 2005 - 2007 |
| Club León               | México    | 2010 - 2011 |
| Lobos BUAP              | México    | 2012 - 2013 |
| Global FC               | Filipinas | 2014 - 2015 |
| Murciélagos FC          | México    | 2015 - 2017 |